# Joaquim Claret i Vallès

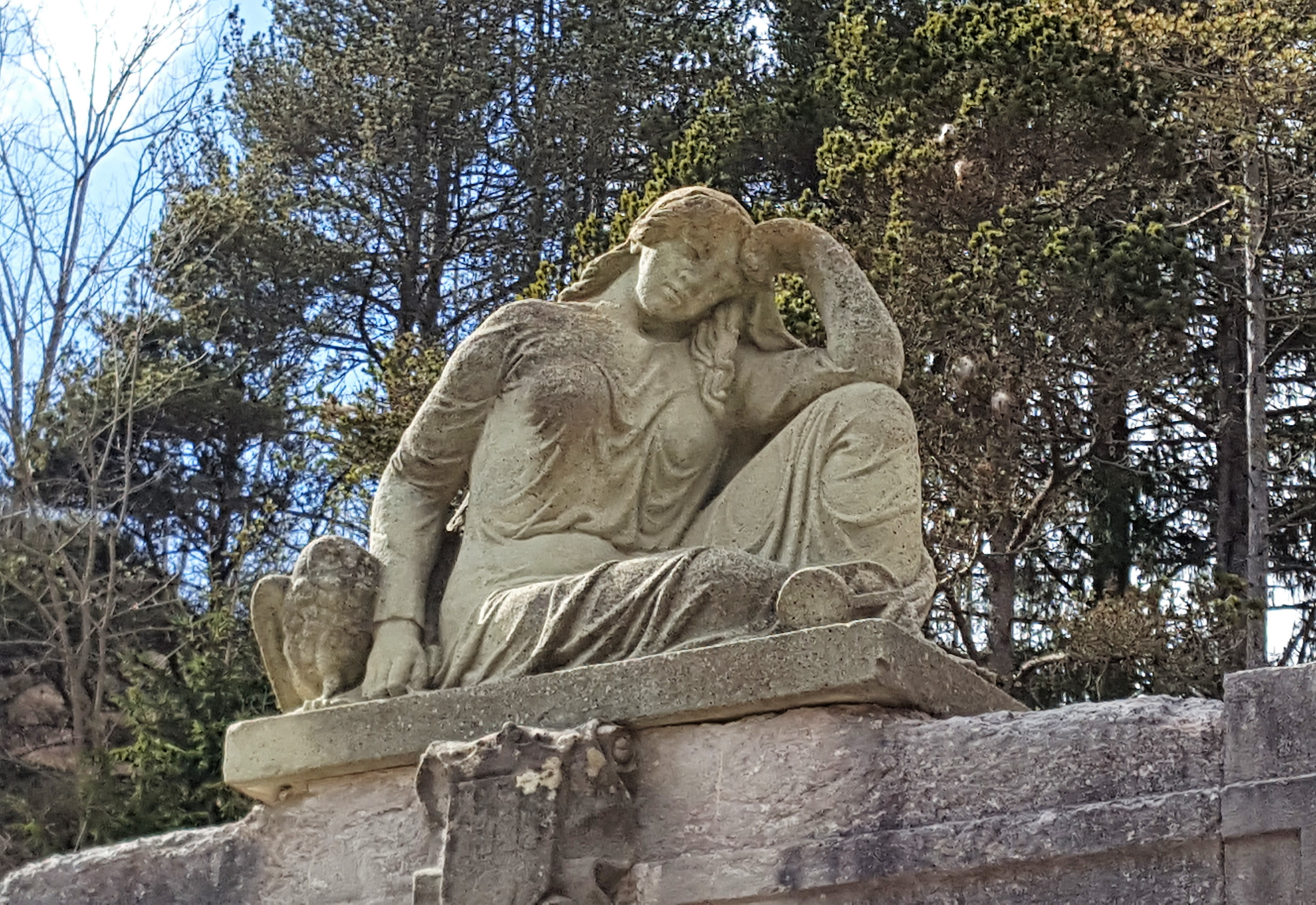
Joaquim Claret: Repòs (Ruhe, Eingangsportal des Friedhofs von Camprodon, Kopie der Skulptur von 1916)

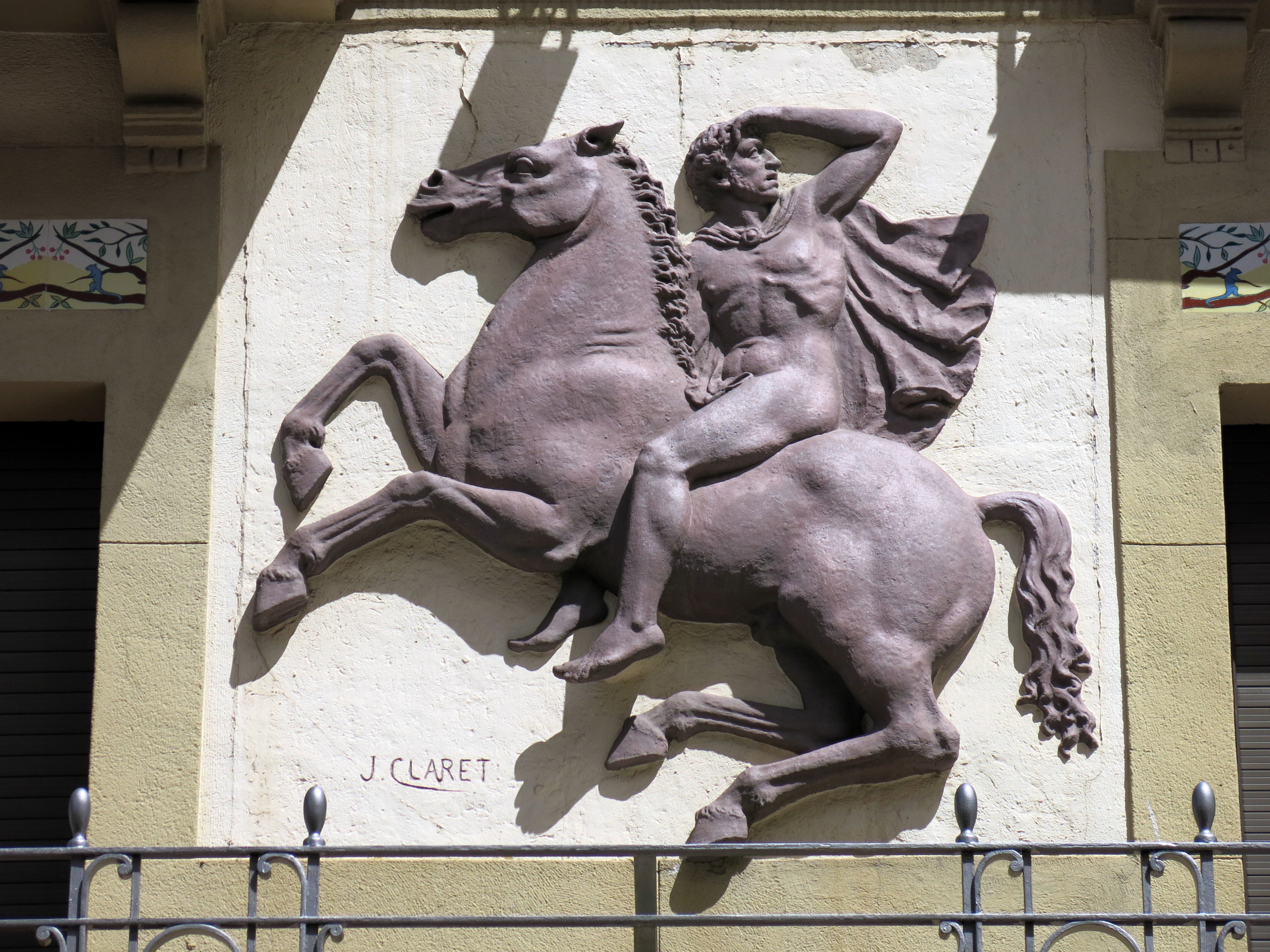
Joaquim Claret: Wandrelief (Haus Can Titus im noucentistischen Stil, Camprodon)

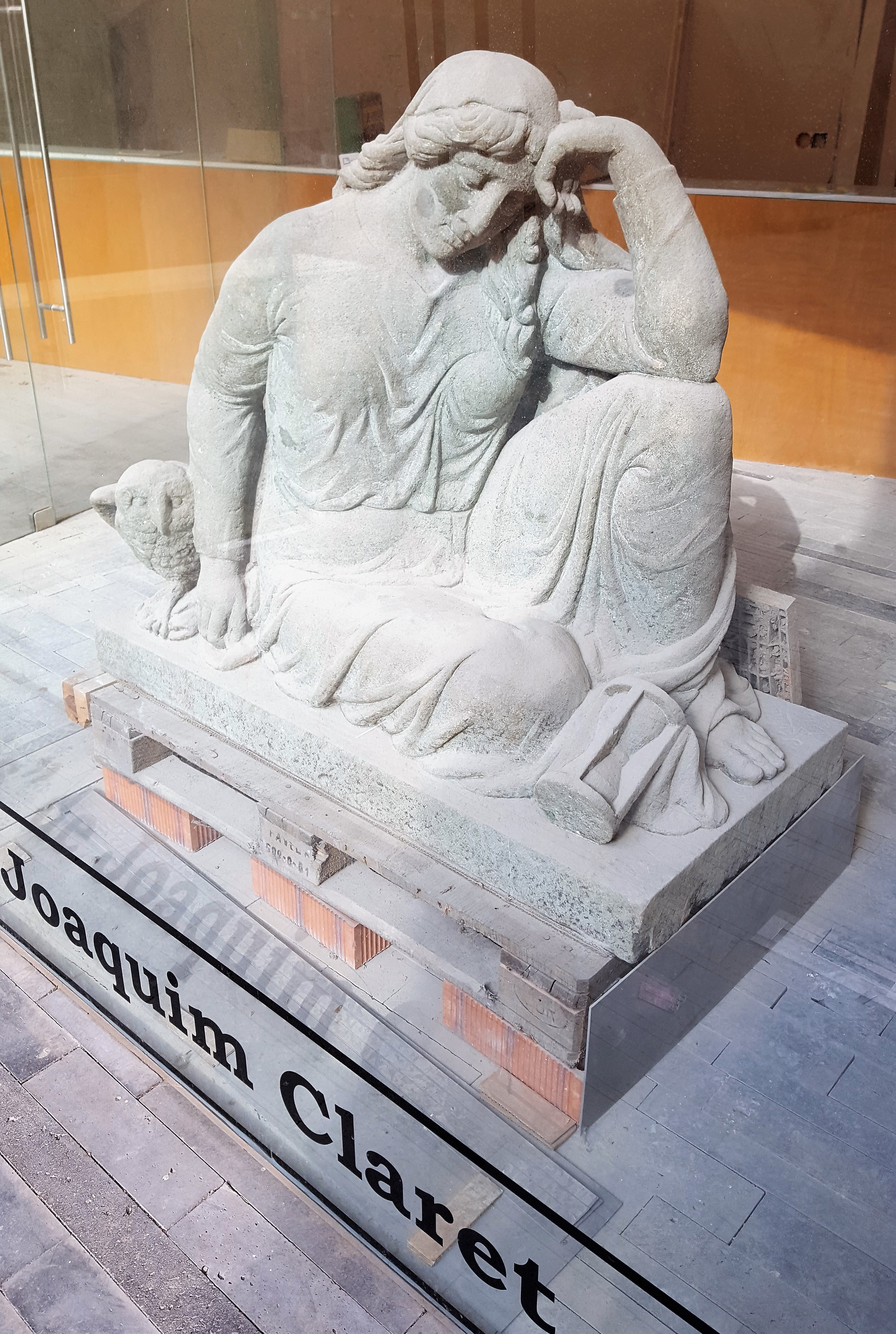
Joaquim Claret: Repòs (Ruhe, Originalfigur von 1916, Camprodon, Zentrum)

Joaquim Claret i Vallès (* 21. November 1879 in Camprodon; † 25. Dezember 1964 in Olot) war ein katalanischer Bildhauer des Noucentisme.

## Ausbildung
Joaquim Claret wurde 1879 als jüngstes von sieben Kindern des Ehepaars Francesc Claret i Coma und Teresa Vallès in Camprodon geboren. Seine Familie führte das Kaffee Can Cisco an der Carrer València im Zentrum von Camprodon. Schon früh zeigte sich sein Talent für die Bildende Kunst. Er schrieb sich 1893 im Alter von 13 Jahren in der Zeichenschule von Olot ein. Sein wichtigster Lehrer war dort Josep Berga i Boix. Claret studierte bis 1896 in Olot und ging dann zur weiteren Ausbildung an die Llotja nach Barcelona. In den Barceloneser Jahren arbeitete er neben seinem Studium als Assistent in verschiedenen Bildhauer- und szenografischen Ateliers. Anschließend absolvierte er seinen Militärdienst auf den Kanarischen Inseln. Nach Beendigung desselben kehrte Claret 1901 aufs spanische Festland zurück und lebte als Bildhauer in Camprodon, Olot und Figueres.

## Paris
1906 ging Claret nach Paris, das zu dieser Zeit weltweit als die Stadt der Kunst und Kultur schlechthin galt. Er trat in das Atelier des bekannten, aus dem Roussillon stammenden Bildhauers Aristide Maillol ein, zu dem er eine enge Freundschaft aufbaute. Claret lebte bis zu seiner Hochzeit im Jahr 1914 in Paris. In diesen Jahren brachte er sich lebhaft in die wichtigsten Kunst- und Künstlerkreise der Stadt ein, auch wenn er dabei große Distanz zur eigentlichen Avantgarde hielt. Im Juli 1914 kehrte er zu Flitterwochen in seine Heimat zurück. Wegen des Ausbruchs des Ersten Weltkrieges konnte er bis 1920 nicht nach Paris zurückkehren. In diesem Jahr konnte sich der Künstler und seine Familie dank der Unterstützung von Aristide Maillol in Saint-Germain-en-Laye bei Paris niederlassen.
Ab jetzt nahm Claret an den jährlichen Kunstsalons von Paris, insbesondere an dem der Société National des Beaux Arts teil. Seine erste Individualausstellung fand 1921 in der berühmten Galerie Bernheim-Jeune in Paris statt. Sie wurde sowohl beim Publikum und als auch bei der Kritik ein Riesenerfolg. In diesen Jahren war Claret auch in katalanischen Ausstellungen präsent, so bei der Barceloneser Künstlervereinigung Les Arts i els Artistes und bei der Associació d'Escultors. Schließlich schuf Claret drei Skulpturen explizit für die Weltausstellung von 1929 in Barcelona.

## Letzte Jahre
Claret lebte mit Unterbrechungen bis 1940 in Saint-Germain-en-Laye bis deutsche Truppen Paris besetzten. Der nun 60-jährige Bildhauer beschloss in dieser Situation nach Olot zurückzukehren. Er arbeitete dort bis zu seiner Verrentung als Künstler für das Unternehmen  „L’Art Cristià“ (Die Christliche Kunst). Claret war auch ein bemerkenswert guter Aquarellist. Diese Fähigkeit hatte er sich bei Aristide Maillol erworben. Besonders im Alter, als ihm die Arbeit mit Stein und Metall zunehmend schwerer fiel, entstanden hochwertigste Aquarelle. Es sind sehr viele Zeichnungen und Skizzen des Künstlers, die als Vorstudien für Skulpturen dienten, überkommen. Joaquim Claret starb am Weihnachtsabend 1964 mit 85 Jahren in Olot.

## Repòs oder die Ruhe
Die 1916 für den Friedhof von Camprodon aus Sedimentstein geschaffene Skulptur Repòs, Ruhe, ist eines der wenigen großformatigen Werke von Joaquim Claret. Diese Skulptur hat im Laufe ihrer über 100-jährigen Geschichte ihre Bedeutung von einer reinen Friedhofsfigur zu einem ikonisch-künstlerischen Monument der Gemeinde Camprodon hin gewandelt. Im Jahr 2016 hat die Gemeindeverwaltung ihren Bürgern und ihren Besuchern dieses Kunstwerk im Zentrum auf einem Platz an der Carrer de Catalunya nahe dem Herrschaftshaus Cal Marquès, hinter Glas geschützt, öffentlich zugänglich gemacht. Auf dem Friedhof von Camprodon wurde eine Kopie der originalen Skulptur installiert.
Links neben der weiblichen Hauptfigur Ruhe hat der Künstler die Eule als Todesboten angeordnet, deren Ruf „Komm mit !“ fast aus der Skulptur heraus zu hören ist. Rechts vor der Ruhe zeigt das abgelaufene Stundenglas die Todesstunde an.
Weitere Werke des Künstlers finden sich in Museen in Frankreich, Barcelona, Girona und Olot.

## Wertung
Claret war der Meister der kleinen Skulptur. Er schuf fast ausschließlich weibliche Skulpturen. Er verwendete dabei unterschiedlichste Materialien und Techniken, häufig Terrakotta und Bronzeguss. Er schuf auch direkt geschnitzte Marmorstatuen. Sein Stil exzellenter kleiner Figuren leitet sich von dem Werk Aristide Maillols her. Gleichzeitig war Claret der unentbehrliche, hoch begabte Handwerker in Maillols Atelier. Claret und Maillol arbeiteten an vielen Kunstwerken eng zusammen. Die genaue Arbeitsteilung zwischen den beiden Künstlern ist bisher nicht genau erforscht. Claret ist ein Vertreter des feinen, eleganten Mediterranismus, der formal an den Noucentisme anschließt.

## Privates
Claret war verheiratet mit Anna Aymerich i Carreras. Das Paar hatte zwei Kinder, Sohn Manuel und Tochter Dolors. Tochter Dolors Claret (auch Lola Claret genannt, 1918–2001) war eine in Olot bekannte Porträtmalerin.